# Майкл Мукасей
Майкл Бернард Мукасей (англ. Michael Bernard Mukasey; нар. 28 липня 1941, Бронкс, Нью-Йорк) — американський юрист і політичний діяч. Генеральний прокурор США з 2007 по 2009 рік.

## Життєпис
Батько Мукасея народився у царській Росії в Барановичах (нинішня Білорусь) і іммігрував до Сполучених Штатів в 1921 році. Він навчався в ортодоксальній єврейській Ramaz School на Мангеттені. У 1963 році він закінчив Колумбійський університет, а у 1967 — Школу права Єльського університету (входив до редколегії Yale Law Journal).
Перш ніж стати генеральним прокурором, він тривалий час працював юристом, у тому був помічником прокурора Сполучених Штатів з 1972 по 1976 року. З 1976 по 1987 він був партнером, а потім членом фірми Patterson Belknap Webb & Tyler.
Суддя Окружного суду США Південного округу Нью-Йорка з 1987 по 2006, головний суддя Окружного суду Сполучених Штатів Південного округу Нью-Йорка з 2000 по 2006.
Він є хорошим другом і колишнім радником з правових питань республіканського політика Руді Джуліані.
Одружений, має двох дітей.